# Worlds in Collision
Worlds in Collision es un libro de Immanuel Velikovsky publicado en 1950. El libro postula que alrededor del siglo XV a. C., el planeta Venus fue expulsado de Júpiter como un cometa o un objeto parecido a un cometa y pasó cerca de la Tierra (no se menciona una colisión real). El objeto supuestamente cambió la órbita y el eje de la Tierra, causando innumerables catástrofes que se mencionan en las primeras mitologías y religiones de todo el mundo. El libro ha sido muy criticado como un trabajo de pseudociencia y catastrofismo, y muchas de sus afirmaciones son completamente rechazadas por la comunidad científica establecida, ya que no están respaldadas por ninguna evidencia disponible.

## Publicación
Worlds in Collision fue publicado por primera vez el 3 de abril de 1950 por Macmillan Publishers. El interés de Macmillan en publicarlo fue alentado por el conocimiento de que Velikovsky había obtenido una promesa de Gordon Atwater, Director del Planetario Hayden, de un espectáculo celestial basado en el libro cuando se publicó. El libro, el más criticado y controvertido de Velikovsky, fue un bestseller instantáneo del New York Times, encabezando las listas durante once semanas mientras estuvo entre los diez primeros durante veintisiete semanas seguidas. A pesar de esta popularidad, el abrumador rechazo de su tesis por parte de la comunidad científica obligó a Macmillan a dejar de publicarlo y transferir el libro a Doubleday en tan sólo meses.

## Ideas centrales
En el prefacio del libro, Velikovsky resume sus argumentos:
Worlds in Collision es un libro de guerras en la esfera celeste que tuvo lugar en tiempos históricos. En estas guerras también participó el planeta Tierra. [...] La historia histórico-cosmológica de este libro se basa en la evidencia de textos históricos de muchas personas alrededor del mundo, en la literatura clásica, en las epopeyas de las razas del norte, en los libros sagrados de los pueblos de Oriente y Occidente, sobre tradiciones y folclore de pueblos primitivos, sobre antiguas inscripciones y cartas astronómicas, sobre hallazgos arqueológicos, y también sobre material geológico y paleontológico.
El libro propone que alrededor del siglo XV a. C., Venus fue expulsado de Júpiter como un cometa o un objeto parecido a un cometa y posteriormente pasó cerca de la Tierra, aunque no se menciona una colisión real con la Tierra. Al hacerlo, cambió la órbita de la Tierra y la inclinación axial, lo que provocó innumerables catástrofes que se identificaron en las primeras mitologías y tradiciones religiosas de las civilizaciones humanas de todo el mundo. Cincuenta y dos años después, volvió a acercarse de cerca, deteniendo la rotación de la Tierra por un tiempo y causando más catástrofes. Luego, en los siglos VIII y VII a. C., Marte (desplazado a sí mismo por Venus) se acercó mucho a la Tierra; este incidente provocó una nueva ronda de disturbios y desastres. Después de eso, se estableció el actual "orden celestial". Los cursos de los planetas se estabilizaron a lo largo de los siglos y Venus se convirtió gradualmente en un planeta "normal".
Estos eventos conducen a varias declaraciones clave:
1. Venus debe estar todavía muy caliente ya que los planetas jóvenes irradian calor.[5]
2. Venus debe ser rico en gases de petróleo e hidrocarburos.[6]
3. Venus tiene una órbita anormal como consecuencia de los desastres inusuales derivados de sus orígenes planetarios.

Velikovsky sugirió algunas ideas adicionales que dijo derivadas de estas afirmaciones, que incluyen:
1. Júpiter emite ruidos de radio.[7]
2. La magnetósfera de la Tierra llega al menos hasta la Luna.
3. El Sol tiene un potencial eléctrico de aproximadamente 1019 voltios.
4. La rotación de la Tierra puede verse afectada por campos electromagnéticos.

Velikovsky llegó a estas propuestas utilizando una metodología que hoy se llamaría mitología comparada: buscó concordancias en los mitos y las historias escritas de culturas inconexas en todo el mundo, siguiendo una lectura literal de sus relatos sobre las hazañas de las deidades planetarias. Él argumenta sobre la base de antiguos mitos cosmológicos de lugares tan dispares como India y China, Grecia y Roma, Asiria y Sumeria. Por ejemplo, la mitología griega antigua afirma que la diosa Atenea surgió de la cabeza de Zeus. Velikovsky identifica a Zeus (cuya contraparte romana era el dios Júpiter) con el planeta Júpiter y Atenea (la Minerva romana) con el planeta Venus. Este mito, junto con otros del antiguo Egipto, Israel, México, etc., se utilizan para respaldar la afirmación de que "Venus fue expulsado como cometa y luego cambiado a planeta después del contacto con varios miembros de nuestro sistema solar" (Velikovsky 1972: 182).

## Reacción crítica

### Reacciones contemporáneas
La plausibilidad de la teoría fue rechazada sumariamente por la comunidad física, ya que la cadena cósmica de eventos propuesta por Velikovsky contradice las leyes básicas de la física. Las ideas de Velikovsky habían sido conocidas por los astrónomos durante años antes de la publicación del libro, en parte por sus escritos al astrónomo Harlow Shapley de Harvard, en parte a través de su panfleto de 1946 Cosmos Without Gravitation, y en parte por una vista previa de su trabajo. en un artículo de la edición del 11 de agosto de 1946 del New York Herald Tribune. Harper's Magazine publicó un artículo sobre el próximo libro en enero de 1950, al que siguieron artículos adicionales en Newsweek (Bauer 1984: 3-4) y Reader's Digest en marzo de 1950.
Shapley, junto con otros como la astrónoma Cecilia Payne-Gaposchkin (también en Harvard), instigó una campaña contra el libro antes de su publicación. Inicialmente, fueron muy críticos con un editor tan reputado como Macmillan que publicaba un libro pseudocientífico, incluso como un libro comercial. Su desaprobación se reforzó cuando Macmillan incluyó Worlds in Collision entre otros libros comerciales de posible interés para los profesores enumerados en la categoría "Ciencia" en la parte posterior de un catálogo de libros de texto enviado por correo a profesores universitarios. Dos meses después de la publicación inicial del libro, la publicación del libro se transfirió a Doubleday, que no tiene una división de libros de texto.
La crítica fundamental contra el libro de la comunidad astronómica fue que su mecánica celeste era irreconciliable con la mecánica newtoniana, requiriendo órbitas planetarias que no podían ajustarse a las leyes de conservación de la energía y conservación del momento angular (Bauer 1984: 70). Velikovsky reconoció que el comportamiento de los planetas en sus teorías no es consistente con las leyes del movimiento y de la gravitación universal de Newton. Propuso que las fuerzas electromagnéticas podrían ser la causa de los movimientos de los planetas, aunque se sabe que tales fuerzas entre cuerpos astronómicos son esencialmente cero.
Velikovsky trató de protegerse de las críticas a su mecánica celeste propuesta eliminando el Apéndice original sobre el tema de Worlds in Collision, con la esperanza de que el mérito de sus ideas se evaluara sobre la base de su mitología comparativa y el uso de fuentes literarias únicamente. Esta estrategia no lo protegió: el Apéndice era una versión ampliada de la monografía Cosmos Without Gravitation, que ya había distribuido a Shapley y otros a fines de la década de 1940, y habían considerado que la física contenía un error flagrante.

### Carl Sagan
En su libro de ciencia de 1979 Broca's Brain: Reflections on the Romance of Science, el astrónomo Carl Sagan escribió que la alta temperatura de la superficie de Venus se conocía antes de Velikovsky, y que Velikovsky malinterpretó el mecanismo de este calor. Velikovsky creía que Venus se calentó por su encuentro cercano con la Tierra y Marte. Tampoco entendió el efecto invernadero causado por la atmósfera de Venus, que anteriormente había sido dilucidado por el astrónomo Rupert Wildt. En última instancia, Venus está caliente debido a su proximidad al Sol; no emite más calor del que recibe del Sol, y cualquier calor producido por sus movimientos celestes se habría disipado hace mucho tiempo. Sagan concluye: "(1) la temperatura en cuestión nunca fue especificada [por Velikovsky]; (2) el mecanismo propuesto para proporcionar esta temperatura es extremadamente inadecuado; (3) la superficie del planeta no se enfría con el tiempo como se anuncia; y (4) la idea de una alta temperatura superficial en Venus fue publicada en la revista astronómica dominante de su época y con un argumento esencialmente correcto diez años antes de la publicación de Worlds in Collision "(p. 118).
Sagan también señaló que "la idea de Velikovsky de que las nubes de Venus están compuestas de hidrocarburos o carbohidratos no es original ni correcta" Sagan señala que la presencia de gases de hidrocarburos (como los gases del petróleo) en Venus fue sugerida anteriormente, y abandonada, nuevamente por Rupert Wildt, cuyo trabajo no es acreditado por Velikovsky. Además, la prensa popular informó erróneamente que la sonda Mariner 2 de 1962 había descubierto hidrocarburos en Venus. Estos errores se corrigieron posteriormente, y Sagan concluyó más tarde que "[n] ni el Mariner 2 ni ninguna investigación posterior de la atmósfera de Venus ha encontrado evidencia de hidrocarburos o carbohidratos" (p. 113).
Con respecto a las emisiones de radio de Júpiter, Sagan señaló que "todos los objetos emiten ondas de radio si están a temperaturas superiores al cero absoluto. Las características esenciales de la emisión de radio de Júpiter - que es radiación no térmica, polarizada, intermitente, conectada con los vastos cinturones de Las partículas que rodean a Júpiter, atrapadas por su fuerte campo magnético, no son predichas por Velikovsky en ninguna parte. Además, su 'predicción' claramente no está vinculada en su esencia a las tesis fundamentales de Velikovsk. teoría." Sagan concluyó que "no hay un solo caso en el que las ideas [de Velikovsky] sean simultáneamente originales y consistentes con la simple teoría y observación física".
También señaló que fue Atenea y no Venus quien nació de la cabeza de Zeus, dos diosas completamente diferentes. Atenea nunca se identificó con un planeta.[cita requerida]

### Reacciones posteriores
Tim Callahan, editor de religión de Skeptic, profundiza el caso al afirmar que la composición de la atmósfera de Venus es una completa refutación de Worlds in Collision. "... La hipótesis de Velikovsky se mantiene o cae en Venus que tiene una atmósfera reductora compuesta principalmente de hidrocarburos. De hecho, la atmósfera de Venus está compuesta principalmente de dióxido de carbono, carbono en su forma oxidada, junto con nubes de ácido sulfúrico, no podría haber sacado una atmósfera así de Júpiter y no podría ser la fuente de hidrocarburos para reaccionar con el oxígeno en nuestra atmósfera para producir carbohidratos. La hipótesis de Velikovsky es falsada por la atmósfera de dióxido de carbono de Venus".
El astrónomo Philip Plait ha señalado que la hipótesis de Velikovsky también se ve falsada por la presencia de la Luna con su órbita casi circular, para la cual la duración del mes no ha cambiado sensiblemente en los más de 2.000 años que los judíos han usado su calendario lunar. "Si Venus se acercara tanto a la Tierra que realmente pudiera intercambiar contenido atmosférico [es decir, a menos de 1000 kilómetros de la superficie de la Tierra]", como afirmó Velikovsky, "... la Luna habría literalmente ha sido arrojado al espacio interplanetario. Al menos su órbita habría cambiado profundamente, se habría vuelto tremendamente elíptica ... Si Venus hubiera hecho alguna de las cosas que Velikovsky afirmó, la órbita de la Luna habría cambiado ".

## Controversia
En 1974, la controversia en torno al trabajo de Velikovsky había llegado al punto en que la Asociación Estadounidense para el Avance de la Ciencia se sintió obligada a abordar la situación, como lo habían hecho anteriormente en relación con los ovnis, y dedicó una reunión científica a Velikovsky. La reunión contó con, entre otros, el propio Velikovsky y Carl Sagan. Sagan hizo una crítica de las ideas de Velikovsky y atacó la mayoría de las suposiciones hechas en Worlds in Collision. Su crítica está publicada en Scientists Confront Velikovsky (Ithaca, Nueva York, 1977), editada por Donald Goldsmith, y presentada en una versión revisada y corregida en su libro Broca's Brain: Reflections on the Romance of Science y es mucho más largo que el dado en la charla. Sagan criticó además las ideas de Velikovsky en su serie de televisión de PBS Cosmos. En Cosmos, Sagan también critica a la comunidad científica por su actitud hacia Velikovsky, afirmando que si bien la ciencia es un proceso en el que todas las ideas están sujetas a un proceso de escrutinio exhaustivo antes de que cualquier idea pueda ser aceptada como un hecho, el intento de algunos científicos de suprimir las ideas directas de Velikovsky eran "el peor aspecto del asunto Velikovsky".
En noviembre de 1974, en la Reunión Bienal de la Asociación de Filosofía de la Ciencia celebrada en la Universidad de Notre Dame, Michael W. Friedlander, profesor de física en la Universidad de Washington en St. Louis, se enfrentó a Velikovsky en el simposio "Velikovsky y la política de la ciencia "con ejemplos de su" erudición deficiente "que implican la" distorsión de la literatura científica publicada en citas que utilizó para apoyar sus tesis ". Por ejemplo, contrariamente a Velikovsky, RA Lyttleton no escribió "los planetas terrestres, incluido Venus, deben [énfasis agregado] haberse originado en los planetas gigantes... "Más bien, Lyttleton escribió"... incluso es posible... "Como cuenta Friedlander," Cuando di cada ejemplo, la respuesta [de Velikovsky] fue '¿Dónde escribí eso?'; cuando le mostré una fotocopia de las páginas citadas, simplemente cambió a un tema diferente ".
Bob Forrest publicó un examen minucioso del material original citado en las publicaciones de Velikovsky y una severa crítica de su uso. A principios de 1974, James Fitton publicó una breve crítica de la interpretación del mito de Velikovsky, basándose en la sección "La Edad Mundial" y la interpretación posterior de la Guerra de Troya, que fue ignorada por Velikovsky y sus defensores, cuya acusación comenzó: "El uso de la mitología por parte de Velikovsky es erróneo en al menos tres aspectos importantes: el primero de ellos es su proclividad a tratar todos los mitos como si tuvieran un valor independiente; el segundo es la tendencia a tratar sólo el material que sea coherente con su tesis; y el tercero es su método muy poco sistemático". C. Leroy Ellenberger , ex-asociado de Velikovsky, ex editor senior de Kronos (una revista para promover las ideas de Velikovsky), hizo un breve análisis de la posición de los argumentos a fines del siglo XX (Bauer 1995: 11), en su ensayo. Casi diez años después, Ellenberger criticó algunas ideas de velikovskistas y neovelikovskitas como "saturnistas" en un ensayo invitado.
La tormenta de controversia que fue creada por las obras de Velikovsky, especialmente Worlds in Collision , puede haber ayudado a revivir los movimientos catastrofistas en la última mitad del siglo XX; Algunos que trabajan en el campo también sostienen que el progreso se ha visto realmente retrasado por los aspectos negativos del llamado Asunto Velikovsky. La evaluación del trabajo de Velikovsky por el experto en anillos de árboles Mike Baillie es instructiva: "Pero fundamentalmente, Velikovsky no entendía nada sobre los cometas... Como para consolar a sus lectores, en un momento dice que ningún planeta en la actualidad tiene un curso que represente un peligro para este planeta: '... solo unos pocos asteroides ... meras rocas, de unos pocos kilómetros de diámetro, tienen órbitas que se cruzan en el camino de la tierra». ... No sabía sobre el peligro que representan los objetos relativamente pequeños y, en caso de que haya alguna duda sobre su error, repite la noción señalando que existe la posibilidad de una colisión futura entre planetas, 'no un mero encuentro entre un planeta y un asteroide '. Esta incapacidad para reconocer el poder de los cometas y asteroides significa que es razonable volver a Velikovsky y borrar todo el texto físicamente imposible sobre Venus y Marte que pasan cerca de la Tierra ".
Más recientemente, la ausencia de material de apoyo en los estudios de los núcleos de hielo (como los núcleos de Groenlandia Dye-3 y Vostok), los datos de los anillos del pino, las varvas de arcilla sueca, y muchos cientos de núcleos tomados de sedimentos de océanos y lagos de todo el mundo han descartado cualquier base para la proposición de una catástrofe mundial de la dimensión propuesta dentro de la era del Holoceno tardío. Además, los fósiles, depósitos geológicos y accidentes geográficos de Earth in Upheaval, que Velikovsky considera que corroboran la hipótesis presentada en Worlds in Collision. Desde su publicación, se han explicado en términos de procesos geológicos mundanos no catastróficos. Hasta el momento, la única pieza de la evidencia geológica que ha demostrado tener un origen catastrófico es una "playa emergida" que contiene corales llevando los conglomerados a una altitud de 365 metros sobre el nivel del mar, en las islas de Hawái. Los sedimentos, que se identificaron erróneamente como una "playa de elevación", ahora se atribuyen a megatsunamis generados por deslizamientos de tierra masivos creados por el colapso periódico de los lados de las islas. Además, estos conglomerados, tantos de los elementos citados como evidencia de sus ideas en Earth in Upheaval, son demasiado antiguos para ser utilizados como evidencia válida que respalde la hipótesis presentada en Worlds in Collision.

## En la cultura popular
Se hace referencia al libro en la versión de 1978 de Invasion of the Body Snatchers.